# NGC 2063
NGC 2063 je zvjezdana skupina u zviježđu Orionu. 

## Vanjske poveznice
- SEDS: NGC 2063